# 1860年共和党全国代表大会
1860年共和党全国代表大会是共和党的一次总统提名大会，于5月16日至18日在伊利诺伊州芝加哥举行。大会为1860年的总统选举提名共和党的总统和副总统候选人。大会选举伊利诺伊州前众议员亚伯拉罕·林肯为总统候选人、缅因州参议员汉尼巴尔·哈姆林为副总统候选人。
在大会开始阶段，纽约州参议员威廉·H·苏厄德被普遍认为是领跑者，但林肯、俄亥俄州州长萨蒙·P·蔡斯、密苏里州前众议员爱德华·贝茨和宾夕法尼亚州参议员西蒙·卡梅伦都得到了很大一部分代表的支持。苏厄德在第一轮投票中领先，但未能获得多数票，而林肯则位居第二。卡梅伦的支持者在第二轮投票中转向林肯，使林肯基本上与苏厄德并列。林肯在获取了原本支持其他人的更多代表的支持后，在第三轮投票中获胜并取得了提名。
哈姆林在第二轮副总统候选人投票中击败来自肯塔基州的卡修斯·克莱和其他几位候选人，获得提名。
林肯和哈姆林接下来参加并赢得了1860年的总统大选。1861年，林肯在上任后任命了他的所有四个主要竞争对手进入他的内阁。